# Berufjörður (Austurland)
Berufjörður (Austurland) è un fiordo situato nel settore orientale dell'Islanda.

## Descrizione
Il Berufjörður è un fiordo situato nella regione dell'Austurland, nei fiordi orientali. È compreso tra Breiðdalsvík a nord e Hamarsfjörður a sud.
Si estende dal villaggio di pescatori di Djúpivogur, posto sulla riva sud allo sbocco in mare del fiordo, e penetra per oltre 30 km in direzione nord-ovest nell'entroterra.
Dal fiordo si dipartono tre valli: Búlandsdalur, che si snoda verso l'interno, Fossárdalur che parte da Fossárvík a sud e Berufjarðardalur dal fondo del fiordo.
Fino a qualche tempo fa era attivo un allevamento di salmoni.

## Il vulcano Breiðdals
Sulla sponda orientale si trovano i resti del grande vulcano Breiðdals, risalente al Terziario. Sono chiaramente visibili i camini costituiti principalmente da riolite, roccia tipica dei vulcani, caratterizzata da un colore tra il beige e il rossastro, a volte misto a intrusioni di basalto scuro.
I monti circostanti sono spesso nascosti sotto le nuvole. Le vette più alte raggiungono i 1200 m. Come tutte le montagne dei fiordi orientali, sono state spianate dai ghiacciai dell'ultima era glaciale, che in questa parte dell'Islanda si sono mantenuti per un periodo particolarmente lungo (fino a circa 10.000 anni fa).

## Denominazione
Un altro fiordo con la stessa denominazione è il Berufjörður, posto nella regione del Vesturland, nella parte occidentale dell'Islanda.

## Insediamenti
L'unico insediamento del fiordo è il villaggio di Djúpivogur, che sorge sulla sponda meridionale proprio allo sbocco del fiordo. L'interno del fiordo è considerato difficile da navigare a causa delle numerose secche.

## Vie di comunicazione
La Hringvegur, la grande strada statale che contorna l'intera Islanda, fa il giro del fiordo. Intorno a Djúpivogur e verso Höfn (Hvalnesskríður) ci sono ancora alcuni tratti non asfaltati.
L'Axarvegur (comunemente chiamata Öxi) lunga 19 km, si dirama all'interno del fiordo, e permette di accorciare il percorso tra Djúpivogur ed Egilsstaðir a 85 km. Seguendo il percorso della Hringvegur che transita sopra all'altopiano Breiðdalsheiði, la distanza è di 146 km. Prima dell'ampliamento del sentiero originale, questa scorciatoia sull'Öxi non faceva risparmiare tempo a causa delle cattive condizioni del fondo stradale. Anche oggi la strada è chiusa in inverno.
Öxi è ancora sterrata anche se è stata allargata e il fondo sistemato. L'isolamento dei fiordi orientali sarebbe un possibile svantaggio; da Breiðdalsvík è in genere preferito il percorso alternativo via Breiðdalsheiði (all'interno della baia di Breiðdalsvík) verso Egilsstaðir.